# Enrique Calvet Chambon
Enrique Calvet Chambon (ur. 28 października 1950 w Al-Ara’isz) – hiszpański ekonomista i polityk, członek Europejskiego Komitetu Ekonomiczno-Społecznego, deputowany do Parlamentu Europejskiego VIII kadencji.

## Życiorys
Ukończył studia filologiczne w Tuluzie, a także fizykę na Uniwersytecie Complutense w Madrycie. Odbył też studia podyplomowe w zakresie ekonomii i zarządzania (m.in. w IESE Business School). Pracował jako wykładowca akademicki, a także w sekretariacie ministra handlu (1980–1983) i w centrali związkowej UGT (1983–1989). Później zatrudniony w przedsiębiorstwach prywatnych i państwowych. od 1986 do 1990 zasiadał w Europejski Komitecie Ekonomiczno-Społecznym, ponownie wszedł w skład tej instytucji w 2004.
Od 1968 związany z hiszpańskimi socjalistami, po odejściu z Hiszpańskiej Socjalistycznej Partii Robotniczej w 2008 dołączył do ugrupowania Związek, Postęp, Demokracja. W wyborach w 2014 kandydował z ramienia tej partii do Parlamentu Europejskiego. Mandat eurodeputowanego objął 20 listopada tego samego roku, gdy z zasiadania w PE zrezygnował Francisco Sosa Wagner. Dołączył do frakcji Porozumienia Liberałów i Demokratów na rzecz Europy.